# Drosophila ruizi
Drosophila ruizi este o specie de muște din genul Drosophila, familia Drosophilidae, descrisă de Ruiz-fiegalan în anul 2004.
Este endemică în Filipine. Conform Catalogue of Life specia Drosophila ruizi nu are subspecii cunoscute.